# ハングル
ハングル（韓: 한글）およびチョソングル（朝: 조선글）は、朝鮮語を表記するための表音文字（素性文字）である。
1443年に李氏朝鮮第4代国王の世宗が、訓民正音（朝: 훈민정음、略称: 正音）の名で公布した。意味は「偉大なる（ハン）・文字（グル）」であるが、「ハン」を「大韓帝国」の「韓（）」とする説もある。

## 呼称
現代の大韓民国ではハングル、朝鮮民主主義人民共和国では朝鮮文字の意でチョソングル（조선글）またはチョソングルチャ（조선글자）もしくは我々の文字の意でウリグル（우리글）と呼ぶ。
ハングル制定時の正式名称は訓民正音であったが、当初から卑語（朝鮮語）の文字という意味で「諺文（、ハングル表記：언문）」と呼んだ。また、知識のない平民たち、女や子供が使う卑しい文字として「アムクル（암클、「女文字」の意）」、「アヘグル（아햇글、「子供文字」の意）」とも卑下されてきたといわれるが、解例本に「諺」が通常語彙としてあるように、必ずしも卑称ではないとする見解もある。朝鮮時代後期には、ハングルの名称は非常に多様に現れていて、訓民正音、正音、諺文、諺音、諺書、諺字、訓音、訓文、訓字、東音、東文、アムクル（암클）などと呼ばれていた。
諺文という卑下した名前を嫌って「ハングル」の語が使われるようになったのは、1900年代である。周時経は1913年に、朝鮮語の研究会の名前を「ハングルモ」としている。朝鮮語のローマ字表記の1つであるM-R式を考案したマッキューン・ライシャワーは、1939年当時に朝鮮語学会が「ハングル」、朝鮮語学研究会が「チョンウム（正音）」の語を使っていると述べている（なお、この論文ではハングルのハンを「一」（いち）と解釈して、Unified System と翻訳している）。近代開化期には、現在韓国一般的に用いられているハングル（한글）、現在北朝鮮で一般的なチョソングル（조선글）の他、国文（국문）、国語（국어）、ハンマル（한말）、ハンナラマル（한나라말）、ペダルマルクル（배달말글）、朝鮮言文（조선언문）、ハンナラクル（한나라글）、朝鮮語（조선어）、朝鮮語文（조선어문）などの呼称も存在していた。
ラテン語表記では「Hangul」と表記されることが多いが、近年は2000年式に準拠した「Hangeul」という表記も使われている。英語圏では「Korean Alphabet」と呼ぶこともある。
中国では「諺文（簡体字: 谚文、拼音: yànwén、注音: ㄧㄢˋㄨㄣˊ）」もしくは「韓文」「朝鮮文字」と呼ぶ。
上述のように朝鮮で訓民正音を古くは諺文（언문〈オンムン〉）とも呼んでいて、日本では諺文（本来の音読みでは「げんぶん」だが、朝鮮語由来の訛りで「おんもん」）と呼んだが、現代の日本ではハングルと呼ぶ。また朝鮮文字とも呼ぶ。「ハングル文字」の呼び方も存在するが本来は重言となる。

## 歴史

### ハングルの創製・反対派との対立
朝鮮半島では、15世紀半ばまで、自民族の言語である朝鮮語を表記する固有の文字を持たず、知識層は漢字を使用していた。口訣（こうけつ・くけつ）・吏読（りとう）など漢字を借りた表記法により断片的・暗示的に示されてきた。
李氏朝鮮第4代王の世宗は、朝鮮固有の文字の創製を積極的に推し進めたが、当初から事大主義の保守派に反発を受けた。世宗が設立した諮問機関の集賢殿副提学だった崔萬理は1444年に上疏文で、「昔から中国の諸地は風土が異なっても方言に基づいて文字を作った例はない。ただモンゴル（パスパ文字）・西夏（西夏文字）・女真（女真文字）・日本（仮名）・チベット（チベット文字）のみが文字を持つが、これらはみな夷狄（野蛮人・未開人）のなすことであり、言うに足るものではない」「漢字（中国文字）こそ唯一の文字であり、民族固有の文字など有り得ない」と反対した。しかし、世宗はこのような反対を「これは文字ではない（中国文化に対する反逆ではない）、訓民正音（漢字の素養がないものに発音を教える記号）に過ぎない」と押し切り、鄭麟趾など集賢殿内の新進の学者に命じて1446年に訓民正音の名でハングルを頒布した。「民を訓（おし）える正しい音」の意である。
なお、この点に関して異説がない訳でもない。ソウル大学校国文学科教授の朴鎮浩によると、世宗が一人で作った可能性が高い。『朝鮮王朝実録』の世宗25年（1442年）12月の条に、「ハングルを創製した」と短く記載されている。ハングルという言葉の文献初出であるが、もし集賢殿の学者たちの協力のもとハングルを創製したのならばその過程も詳しく記載されているはずである。朴鎮浩は、反対派の臣下がいることを懸念して世宗単独でハングルを創製し、その後ハングルで書かれた書籍の編纂などに集賢殿の学者を動員したと考えている。

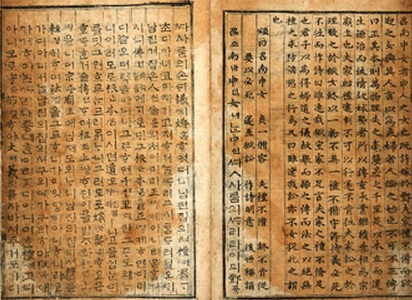
1543年、王命によって刊行された『列女伝』のハングル翻訳版

### 燕山君による禁止政策以降
1504年、燕山君の暴政を誹謗するハングルの張り紙が各地で発見され、燕山君はハングルの教育や学習を禁止し、ハングルの書籍を焼却、ハングルを使用する者を弾圧した。世宗時代に設置されていた正音庁は中宗年間の1507年に閉鎖されたが、一部高官には書記手段として用いる者もいた。使用禁止の勅令は出されなかったが、事実上宮中の使用は途絶えた。1490年に軍官の羅臣傑（1461年 - 1524年）が妻の孟氏に送ったハングル書簡は現存最古のハングル書簡であり、1998年に慶尚北道安東で発掘された李応台（1556年 - 1586年）の墓で亡くなった夫の死を悼む妻からのハングル書簡が発見された。『ウォンの父へ･･･丙戌（1586年）6月』と始まる長文の手紙である。また17世紀に宋奎濂が自分の下男のキチュック（己丑の意）に書いた書簡などが残っている。一方、ハングルは支配層でも使われたケースもあり、王室をはじめ王・王妃の勅令や臣民への伝言、王・王妃と公主のハングル書簡・王族同士のやりとりしたハングルの手紙も残っている。また、宮廷や両班階級におけるハングルの使用もあり、国王の記したハングル書簡としては宣祖の『御筆諺簡』（1603年）筆写文献が現存している。李珥、権好文、金尚容ら両班の文化人の一部が時調（詩歌）を詠む際にハングルが利用された。文定王后・仁穆王后などの諺文勅令や明聖王后が都落ちする儒学者の宋時烈を引き止めるハングル書簡、1839年に憲宗の祖母･純元王后によるキリスト教禁止令である『斥邪綸音』をハングルで書いて公布した。

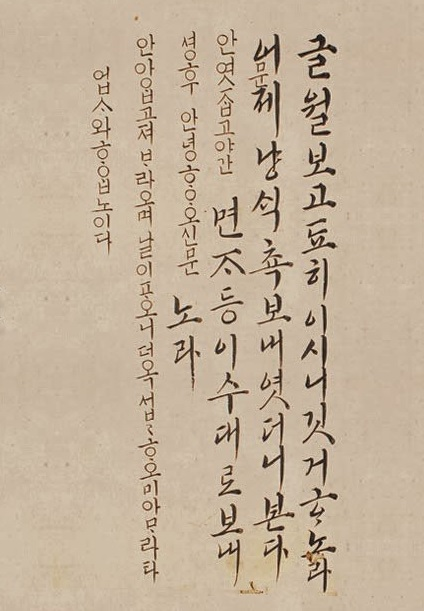
孝宗と三女･淑明公主のハングル書簡のやり取り。左側は淑明公主が父の孝宗に、右側は娘への返事

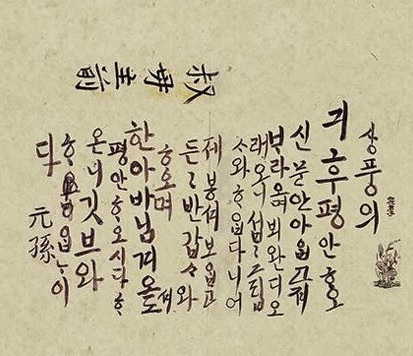
正祖が8歳の時に叔母･閔氏（洪楽仁の妻）に書いたハングル書簡

### ハングルでの出版
ハングルはまず、発案者である世宗のもと国家的な出版事業において活用された。ハングルの創製直後1447年には王朝を讃える頌歌『竜飛御天歌』、釈迦の功績を讃えるため世宗自ら書いた詩歌集の『月印千江之曲』、世宗の命により首陽大君が編纂した釈迦の一代記である『釈譜詳節』が相次いで刊行され、次いで1448年には韻書『東国正韻』を刊行した。その後も国家によるハングル文献の刊行は続き、諺解書（中国書籍の翻訳書）を中心にその分野は仏典・儒教関連書・実用書など多岐にわたる。刊行された書籍は各地で覆刻され版を重ねることが少なくなかった。世祖の書簡『上院寺御牒』（1464年）もハングルである。
1. 仏典：李朝初期には刊経都監が設置（1461年）され仏典翻訳が盛んに行われた。その後、国家によって仏教が弾圧されはじめたにもかかわらず、『楞厳経諺解』（1461年）、『法華経諺解』（1463年）、『金剛経諺解』（1464年）、『般若心経諺解』（1464年）、『円覚経諺解』（1465年）など、15世紀中頃に多くの仏典が刊行された。
2. 儒教関連書：李氏朝鮮が儒教を国教としたことにより、儒教関連書は李朝を通して盛んに刊行された。四書五経などの翻訳本として『翻訳小学』（1517年）、『大学諺解』（1590年）、『易経諺解』（1606年）、『詩経諺解』（1613年）などがあり後世に重刊本も刊行された。また『三綱行実図諺解』（1481年）は儒教の民衆教化書として各種の版本が李朝後期まで何度も重刊されている。
3. 実用書：『救急方諺解』（1466年）、『救急簡易方』（1489年）、『牛馬羊猪染疫治療方』（1541年）、『分門瘟疫易解方』（1542年）などの医書・家畜防疫書がたびたび刊行されている。また、通訳官養成所である司訳院からは日本語学習書『伊路波』（1492年）、中国語学習書『翻訳老乞大』（16世紀）、満州語学習書『清語老乞大』（1704年）、モンゴル語学習書『蒙語老乞大』（1741年）などハングルで音を示した外国語学習書が刊行された。
4. 文学作品：ハングル創製初期以降にも『杜詩諺解』（1481年）などの翻訳漢詩集が刊行されている。ハングル使用が国家レベルで禁止された中宗以降にも、金絿（1488年 - 1534年）の「花田別曲」、李賢輔の「漁夫歌」、李滉の「陶山十二曲」の詩歌、許筠の小説『洪吉童伝』、また日記文学『癸丑日記』『春香伝』『沈清伝』などパンソリを起源とする小説がハングルによる書籍として刊行された。

### 韓国併合以前のハングル
石幡貞「朝鮮帰好余録」（1878年）には「朝鮮国文字有二様。曰真文即漢字也。曰諺文是為国字。…以其易学、民皆便之。而政府公文措之不用。（朝鮮には2種の文字がある。真文というのが漢字であり、諺文〈※ハングルのこと〉というのが国の字とされる。…学びやすいので、民衆は皆これ〈※諺文〉に慣れている。しかし政府は公文書ではこれを用いない。）」とある。
鈴木信仁「朝鮮紀聞」（1885年）には「貧賤の者は諺文のみを習ひ纔かに通用に便するものなり。貧窶にして筆墨を買ふの資なきものは砂を盆に盛て字を習ひ或は河海の浜に往き平坦の石面に大字を習ふ事あり。」とある。
石井研堂（民司）「朝鮮児童画談」（1891年）には「又此国には、諺文とて、仮名九十九字あれども、一般に用ひるもの少なく、書状等にのみ用ひ居れり。」とある。
イザベラ・バード「朝鮮奥地紀行」（1898年）には「私は、川上に居る下層社会の非常に多くの男の人たちが、朝鮮固有の筆記文字〔諺文〕を読める事に気付いた。」とある。
「井上角五郎先生伝」（1943年）には「…それで朝鮮では上流社会は漢字ばかりで綴った漢文を用ひて棒読にし、下流社会は諺文ばかりで文を綴っていたのである。」とある。

#### 漢字・ハングル混淆文
1874年（明治7年）、日本と朝鮮の外交文書で、日本の漢字かな交じり文に相当する漢字・ハングル混淆文が用いられている。

### 大衆出版とハングル
公文書のハングル使用は、甲午改革の一環として1894年11月に公布された勅令1号公文式において、公文に国文（ハングル）を使用することを定めたことに始まった。
朝鮮初の近代新聞（官報）である『漢城旬報』（1883年）の続刊である『漢城周報』（1886年創刊）では、漢字混合文（通称「国漢混用文」）を基本とする一方、内容によっては漢文もしくはハングルのみによる朝鮮文で記述された。
『漢城周報』の特筆点は、ハングルで書かれた最初の新聞であったこととともに、「国漢文」と呼ばれる文体が採用されたことである。このような韓国式の「国漢文混用文」の原型となったのは、兪吉濬の《西遊見聞》（1895）とされている。しかしながら、国漢文は漢文の素養を必要とする文体であったため、一般に広く流布するには至らなかった。
1896年に創刊された『独立新聞』はハングルと英文による新聞であった。これは分かち書きを初めて導入した点でも注目される。ハングル分かち書きに大きく貢献した人物は、スコットランド人のジョーン・ロス（John Ross, 1842 - 1915）である。
1890年代後期に訪朝したイザベラ・バードは、その当時諺文（En-mun）と呼ばれていたハングルについて、いまだ知識層からは蔑視されてはいるが、1895年1月に漢文諺文混合文が官報に現れて以来、国王による独立宣誓文をはじめ、一部を除く公式文書に正式に採用され、諺文による書物も徐々に増えつつあると描写し、今後、諺文による教科書と教師の育成が待たれるとしている。また、上流階級の女性は諺文が読めるが、女性の識字率は極めて低く、1000人に2人であろうとする一方、漢江沿いで出会った下層階級の男たちの多くは諺文が読めたと述べている。
1905年韓国保護条約（第二次日韓協約）後、伊藤博文は自ら朝鮮半島に渡り、1906年初代韓国統監に就任。理想的に国家を立て直すため、まず「学校教育の充実」を最優先で実施。そのために、日本銀行から500万円を借欺し、そのうち50万円を教育の振興に充てた。それにより、1906年に周時経が『大韓国語文法』を、1908年に『国語文典音学』を出版した。また崔光玉の『大韓文典』と兪吉濬の『大韓文典』（崔光玉の『大韓文典』と同名）、1909年に金熙祥の『初等国語語典』、周時経の『国語文法』などが出版された。

### 日本統治時代のハングル
日本統治以前は、日本語もハングルも解読できない人口が77%に達していたと言われていた。日本統治時代になると、両班層のハングル蔑視勢力が一掃されたため、ハングルは積極的に教育に用いられるようになる。ハングルは朝鮮半島における平仮名として引き続き用いられたが、太平洋戦争が始まると皇民化政策で朝鮮語のみの教育は廃止され「街中でも家庭でも国語（日本語）を常用しない学生がいるときは学校当局と連絡を取り、必ず国語を話すように指導」したり、「それらの社会的指導者が常用を励行しない場合はその指導者に対して処遇上相応の考慮をなす」といった日本語普及方針がとられた。ハングルについては、太平洋戦争中も引き続き朝鮮半島において官民で漢字混じり文で用いられたが、漸次的に平仮名・片仮名利用で縮小していくようにする方針を決めていた。
「ハングル」という呼称が文献上に初めて現れるのは1912年のことであり、周時経に始まる。韓国併合時代の朝鮮総督府は「諺文（おんもん）」と呼び、1912年に普通学校用諺文綴字法を制定し、1921年には周時経の弟子らが朝鮮語研究会を結成し、総督府と協力して1930年には正書法諺文綴字法を制定した。
1920年からはタクチ本が多数出版され、読書が朝鮮半島で大衆化・近代化する決定的な契機になった。
1933年、朝鮮語綴字法統一案が出され、これが韓国でのハングル正書法（1988年）のもととなった。北朝鮮では1954年に朝鮮語綴字法、1987年に朝鮮語規範集が出された。

## 創製原理
ハングルの創製の原理を記した『訓民正音解例本』ではハングルの母音と子音を陰陽五行に基づいて創っていると記されている。
また同書の序文では「賢い者は朝の間に、愚かな者だとしても十日なら十分に学んで習うことができる」と記されている。

### 母音
陰陽の原理に基づいて創られた。
- 基本母音は‘･、ㅡ、ㅣ’で、‘・’は陽にあたる「天」を‘ㅡ’は陰にあたる「地」を、‘ㅣ’は陰と陽の中間にあたる「人間（人）」の形から模っている。
- 天地人は檀君思想から由来したもので宇宙や万物を構成する主要な要所の「天（・）」と「地（ㅡ）」と「人（ㅣ）」を意味する。
- 『訓民正音解例本』によると‘ㅏ、ㅑ、ㅗ、ㅛ’は‘・’系列の母音である。
- ‘・’の属性は陽であり、陽の特性は上に上昇、外への拡張であるので上と外に点（・）を打つ。
- ‘ㅓ、ㅕ、ㅜ、ㅠ’は‘ㅡ’系列の母音で音の属性に沿って下降と収縮を意味するので中と下に点（・）を打つ。

### 子音
五行に基づいて創られた。
- 『訓民正音解例本』では方位と発音器官を結びつけ、該当の発音器官から音がするのを方位と結び付けている。方位は季節と結ばれ、結局音は季節と結ばれる。
- 「春夏秋冬の変化」のとおりに子音は牙音（ㄱ、春）・舌音（ㄴ、夏）・唇音（ㅁ、晩夏）・歯音（ㅅ、秋）・喉音（ㅇ、冬）の順に配列する。
- 『訓民正音解例本』で基本子音をㄱ、ㄴ、ㅁ、ㅅ、ㅇ、ㄹの順に配列するのは五行の原理である。
- 基本子音は発音器官の形から来ており、基本子音以外の字形は基本子音を元に加画・並書して作られた。ㄹは字形としてはㄴの変形から出たが、半舌音という特別な分類となっている。

| 属性 | 季節 | 方位 | 音声                       | 五音 |
| ---- | ---- | ---- | -------------------------- | ---- |
| 木   | 春   | 東   | 牙音（ㄱ、ㅋ、ㄲ）         | 角   |
| 火   | 夏   | 南   | 舌音（ㄴ、ㄷ、ㅌ、ㄸ）     | 徴   |
| 土   | 季夏 | 中   | 唇音（ㅁ、ㅂ、ㅍ、ㅃ）     | 宮   |
| 金   | 秋   | 西   | 歯音（ㅅ、ㅆ、ㅈ、ㅊ、ㅉ） | 商   |
| 水   | 冬   | 北   | 喉音（ㅇ、ㅎ）             | 羽   |

## 字母と文字構成
ハングルは表音文字である。ひとつひとつの文字が音節を表す文字体系だが、子音と母音の字母（자모、チャモ）を組み合わせて文字を構成する。このような文字体系を素性文字と呼ぶ研究者もいる。
子音字母は基本字母が14個、合成字母が5個の計19個、母音字母は基本字母が10個、合成字母が11個の計21個であり、基本字母は計24個、合成字母を含めた字母の総数は40個である。それぞれの字母は以下の通りである。
なお、1446年訓民正音創製当時と現在とでは文字の構成要素も変化している（古ハングル）。創製当時には中期朝鮮語の音韻を表す子音字母（ㅿ [z],ㆁ [ŋ],ㆆ [ʔ]）、母音字母（ ㆍ [ʌ]）があり、当初はこれら4個を含めて基本字母が計28個あったが、これら4個は現代では用いられない。

### 子音（初声・終声）字母
|                   | 字母  | 発音（初声） | 発音（終声） | ローマ字 | 五音                     | 名称（韓国）             | 名称（北朝鮮）           | 名称（北朝鮮） |
| ----------------- | ----- | ------------ | ------------ | -------- | ------------------------ | ------------------------ | ------------------------ | -------------- |
| 基 本 字 母       | ㄱ    | [k/ɡ]        | [k̚]          | g        | 牙音                     | 기역 giyeok              | 기윽 gieuk               | 그 geu         |
| 基 本 字 母       | ㄴ    | [n]          | [n]          | n        | 舌音                     | 니은 nieun               | 니은 nieun               | 느 neu         |
| 基 本 字 母       | ㄷ    | [t/d]        | [t̚]          | d        | 舌音                     | 디귿 digeut              | 디읃 dieut               | 드 deu         |
| 基 本 字 母       | ㄹ    | [ɾ]          | [l]          | r/l      | 半舌音                   | 리을 rieul               | 리을 rieul               | 르 reu         |
| 基 本 字 母       | ㅁ    | [m]          | [m]          | m        | 唇音                     | 미음 mieum               | 미음 mieum               | 므 meu         |
| 基 本 字 母       | ㅂ    | [p/b]        | [p̚]          | b        | 唇音                     | 비읍 bieup               | 비읍 bieup               | 브 beu         |
| 基 本 字 母       | ㅅ    | [s/ɕ]        | [t̚]          | s        | 歯音                     | 시옷 siot                | 시읏 sieut               | 스 seu         |
| 基 本 字 母       | ㅇ    | (無音)       | [ŋ]          | (ng)     | 喉音                     | 이응 ieung               | 이응 ieung               | 으 eu          |
| 基 本 字 母       | ㅈ    | [t͡ɕ/d͡ʑ]      | [t̚]          | j        | 歯音                     | 지읒 jieut               | 지읒 jieut               | 즈 jeu         |
| 基 本 字 母       | ㅊ    | [t͡ɕʰ]        | [t̚]          | ch       | 歯音                     | 치읓 chieut              | 치읓 chieut              | 츠 cheu        |
| 基 本 字 母       | ㅋ    | [kʰ]         | [k̚]          | k        | 牙音                     | 키읔 kieuk               | 키읔 kieuk               | 크 keu         |
| 基 本 字 母       | ㅌ    | [tʰ]         | [t̚]          | t        | 舌音                     | 티읕 tieut               | 티읕 tieut               | 트 teu         |
| 基 本 字 母       | ㅍ    | [pʰ]         | [p̚]          | p        | 唇音                     | 피읖 pieup               | 피읖 pieup               | 프 peu         |
| 基 本 字 母       | ㅎ    | [h/ç/x/ɦ]    | [t̚]          | h        | 喉音                     | 히읗 hieut               | 히읗 hieut               | 흐 heu         |
| 合 成 字 母       | ㄲ    | [kʼ]         | [k̚]          | kk       | 牙音                     | 쌍기역 ssanggiyeok       | 된기윽 doen-gieuk        | 끄 kkeu        |
| 合 成 字 母       | ㄸ    | [tʼ]         | -            | tt       | 舌音                     | 쌍디귿 ssangdigeut       | 된디읃 doendieut         | 뜨 tteu        |
| 合 成 字 母       | ㅃ    | [pʼ]         | -            | pp       | 唇音                     | 쌍비읍 ssangbieup        | 된비읍 doenbieup         | 쁘 ppeu        |
| 合 成 字 母       | ㅆ    | [sʼ/ɕʼ]      | [t̚]          | ss       | 歯音                     | 쌍시옷 ssangsiot         | 된시읏 doensieut         | 쓰 sseu        |
| 合 成 字 母       | ㅉ    | [t͡ɕʼ]        | -            | jj       | 歯音                     | 쌍지읒 ssangjieut        | 된지읒 doenjieut         | 쯔 jjeu        |
| 消 失 子 音 字 母 |       |              |              |          |                          |                          |                          |                |
| ㅿ                | [z]   | [s]          | -            | 半歯音   | 반시옷 bansiot           | 반시읏 bansieut          | 반시읏 bansieut          |                |
| ㆁ                | [ŋ]   | [ŋ]          | -            | 牙音     | 옛이응 yennieung         | 옛이응 yennieung         | 옛이응 yennieung         |                |
| ㆆ                | [ʔ]   | （[ʔ]/無音） | -            | 喉音     | 여린히읗 yeorinhieut     | 여린히읗 yeorinhieut     | 여린히읗 yeorinhieut     |                |
| ㅸ                | [β]   | （[p/uʔ/u]） | -            | 唇軽音   | 가벼운비읍 gabyeounbieup | 가벼운비읍 gabyeounbieup | 가벼운비읍 gabyeounbieup |                |
| ㆀ                | [jj]? | -            | -            | 喉音     | 쌍이응 ssangieung        | 쌍이응 ssangieung        | 쌍이응 ssangieung        |                |
| ㆅ                | [hʼ]  | -            | -            | 喉音     | 쌍히읗 ssanghieut        | 된히읗 doenhieut         | 된히읗 doenhieut         |                |

この表の終声の発音は、語末や無声子音の前での発音である。
字母「ㅇ」は音節頭の位置にあるときには子音がないことを表し、音節末にあるときには鼻音[ŋ]を表す。

### 母音（中声）字母
|                   | 字母 | 発音       | ローマ字 | 陰陽     | 名称          |
| ----------------- | ---- | ---------- | -------- | -------- | ------------- |
| 基 本 字 母       | ㅏ   | [a]        | a        | 陽母音   | 아 a          |
| 基 本 字 母       | ㅑ   | [ja]       | ya       | 陽母音   | 야 ya         |
| 基 本 字 母       | ㅓ   | [ʌ/ə/ɔ]    | eo       | 陰母音   | 어 eo         |
| 基 本 字 母       | ㅕ   | [jʌ/jə/jɔ] | yeo      | 陰母音   | 여 yeo        |
| 基 本 字 母       | ㅗ   | [o]        | o        | 陽母音   | 오 o          |
| 基 本 字 母       | ㅛ   | [jo]       | yo       | 陽母音   | 요 yo         |
| 基 本 字 母       | ㅜ   | [u]        | u        | 陰母音   | 우 u          |
| 基 本 字 母       | ㅠ   | [ju]       | yu       | 陰母音   | 유 yu         |
| 基 本 字 母       | ㅡ   | [ɯ]        | eu       | 陰母音   | 으 eu         |
| 基 本 字 母       | ㅣ   | [i]        | i        | 中性母音 | 이 i          |
| 合 成 字 母       | ㅐ   | [ɛ]        | ae       | 陽母音   | 애 ae         |
| 合 成 字 母       | ㅒ   | [jɛ]       | yae      | 陽母音   | 얘 yae        |
| 合 成 字 母       | ㅔ   | [e]        | e        | 陰母音   | 에 e          |
| 合 成 字 母       | ㅖ   | [je]       | ye       | 陰母音   | 예 ye         |
| 合 成 字 母       | ㅘ   | [wa]       | wa       | 陽母音   | 와 wa         |
| 合 成 字 母       | ㅙ   | [wɛ]       | wae      | 陽母音   | 왜 wae        |
| 合 成 字 母       | ㅚ   | [ø/we]     | oe       | 陽母音   | 외 oe         |
| 合 成 字 母       | ㅝ   | [wʌ]       | wo       | 陰母音   | 워 wo         |
| 合 成 字 母       | ㅞ   | [we]       | we       | 陰母音   | 웨 we         |
| 合 成 字 母       | ㅟ   | [y/wi]     | wi       | 陰母音   | 위 wi         |
| 合 成 字 母       | ㅢ   | [ɰi/i]     | ui       | 陰母音   | 의 ui         |
| 消 失 母 音 字 母 | ㆍ   | [ʌ]        | -        | 陽母音   | 아래아 araea  |
| 消 失 母 音 字 母 | ㆎ   | [ʌi]       | -        | 陽母音   | 아래애 araeae |

合成字母の配列順序は韓国の順序によった。
この表における陽母音・陰母音は、ハングル（訓民正音）の成り立ち上のものである。現代朝鮮語における用言の活用や擬態語・擬声語における陽母音・陰母音の扱いについては、「ㅣ」や「ㅚ」が陰母音として扱われるなど、ハングルの成り立ち上の陽母音・陰母音と必ずしも一致しない部分がある。

### 字母の組合せ
字母（チャモ）を2つ以上組み合わせて1文字を成す。1文字の構成は子音字母 + 母音字母あるいは子音字母 + 母音字母 + 子音字母のどちらかである。音節頭の子音字母を初声、母音字母を中声、音節末に来る子音字母を終声またはパッチム（받침。「支えるもの」の意）と呼ぶ。
初声と中声の組み合わせ方には3つのタイプがある。
| \| 初 \| 中 \| |    |
| 初             | 中 |

| 初 | 中 |

| \| 初 \| \| 中 \| |
| 初                |
| 中                |

| 初 |
| 中 |

| \| 初 \| 中2 \| \| 中1 \| 中2 \| |     |
| 初                               | 中2 |
| 中1                              | 中2 |

| 初  | 中2 |
| 中1 | 中2 |

終声があるときは、これらの下に終声を置く。
| 初 | 中 |
| 終 |    |

| 初 |
| 中 |
| 終 |

| 初  | 中2 |
| 中1 | 中2 |
| 終  |     |

このハングルの字母の組み合わせ方の由来については、契丹小字から取られたとする説が西田龍雄によって唱えられている。

### 声調を表す傍点
現代朝鮮語では用いられないが、ハングル（訓民正音）が創製された当初は、中期朝鮮語の声調を表すものとして、以上のように組み合わせたハングル音節文字の左側に傍点が打たれていた。
- 傍点なし - 朝鮮語・漢字音の平声
- 1点（〮） - 朝鮮語・漢字音の去声、漢字音の入声
- 2点（〯） - 朝鮮語・漢字音の上声

その用例は次のようなものであった。
- 漢字音の平声 - ᅙᅳᆷ（音）
- 朝鮮語の平声 - 활（弓）
- 漢字音の去声 - ᄍᆞᆼ〮（字）
- 朝鮮語の去声 - 갈〮（刀）
- 漢字音の入声 - 귁〮（國）
- 漢字音の上声 - ᅌᅥᆼ〯（語）
- 朝鮮語の上声 - 돌〯（石）

漢字音の平声・上声・去声・入声と、当時の朝鮮語のそれとは、必ずしも一致するわけではない。当時表記されていた漢字音は人工的な東国正韻式漢字音で、中国本来の声調が想定されていたが、漢字音の入声は去声に似ているので傍点は1点とされたが、k入声はㄱ、p入声はㅂ、t入声は訓民正音の解釈ではㄷ・東国正韻の解釈ではㅭ（現実の伝来漢字音はㄹ）という終声が付されることによって去声と区別された。一方、当時の朝鮮語で「平声」・「上声」・「去声」と呼ばれていた声調は、低調・低高調・高調であった。また朝鮮語の「入声」については、訓民正音では傍点を一定しないものとして終声をㄱ・ㄷ・ㅂ・ㅅ（終声解によれば字母としては激音や濃音なども含む）とする短く終わる音節とし、「平声」・「上声」・「去声」に似ているものとして긷（柱） ・낟〯（穀）・몯〮（針）という例が挙げられていたが、本質的には「平声」・「上声」・「去声」のいずれかである。

### 終声について
終声として用いることのできる子音字母は、ㄸ dd,ㅃ bb,ㅉ jjを除いた16個である。また、朝鮮語の形態音素表記のために、終声では2つの子音字母を左右に組み合わせる（二重終声、二重パッチム）ことがある。正書法で認められている組み合わせは、ㄳ gs,ㄵ nj,ㄶ nh,ㄺ lg,ㄻ lm,ㄼ lb,ㄽ ls,ㄾ lt,ㄿ lp,ㅀ lh,ㅄ bsの11種類である。これらの二重終声は、語末の場合や後に子音の続く場合、基本的にㄺ・ㄻ・ㄿは右側を、それ以外は左側を発音するが、ㄼのみはㄹと発音する語とㅂと発音する語がある。
終声は二重終声を含めると表記上は合計27種類あるが、発音としてはㄱ・ㄴ・ㄷ・ㄹ・ㅁ・ㅂ・ㅇの7種類しかない。それにもかかわらず激音字母や濃音字母など代表音以外のものを終声に用いたり、二重終声を用いるなど様々に書き分ける理由は、主に形態素を明示するためである。形態素を明示するために前述の7種類以外の終声字母（二重終声含む）を用いるケースは、具体的には、大きく次の3パターンに分けられる。
1. 語幹末音の直後に母音が来ることによって、語幹末音が初声として発音される場合は激音や濃音、ㅅやㅈなどの音として現れるが、語幹末音が終声として発音される場合には平音ㄱ・ㄷ・ㅂに中和される。
2. 語幹末に子音が2つ連続している場合、語幹末の子音が初声の位置に立つときは連続する2つの子音が両方とも現れるが、語幹末の子音が終声の位置に立つときは2つの子音のうち一方が脱落する。
3. 接尾辞・語尾の頭音の平音が激音で現れる用言の場合。

1.は終声ㅅ・ㅈ・ㅊ・ㅋ・ㅌ・ㅍ・ㄲ・ㅆが該当し、例えば옷[옫]-옷이[오시]、밭[받]-밭에[바테]、밖[박]-밖에[바께]といった具合に、直後に母音が来たときに次の音節の初声として発音される音を示す。
2.は二重終声のうち9種（ㄳ・ㄵ・ㄺ・ㄻ・ㄼ・ㄽ・ㄾ・ㄿ・ㅄ）が該当し、例えば넓다[널따]-넓어[널버]、삶[삼]-삶이[살미]といった具合に、直後に母音が来たときに終声として発音される音と、次の音節の初声として発音される音の両方を示す。ただし、ㄳ・ㄽ・ㅄの場合は、実際の発音変化が[넉]-[넉씨]、[외골]-[외골쓰로]、[갑]-[갑씨]、となるので、本来ㄱㅆ・ㄹㅆ・ㅂㅆと書くべきと考えられるところを、これでは表記が煩雑なので、ㅆをㅅと表記してㄳ・ㄽ・ㅄ（넋[넉]-넋이[넉씨]、외곬[외골]-외곬으로[외골쓰로]、값[갑]-값이[갑씨]）としている。
3.はㅎ・ㄶ・ㅀが該当し、実際の発音変化が[조아]-[조코]、[마나]-[만치]、[구러]-[굴타]のようになる場合で、それぞれ母音が後続したときは次の音節に子音が現れなかったりㄴ・ㄹが初声で発音されるのに対して、平音고・지・다が後続したときに激音の코・치・타として発音されている。このような場合、それぞれ語幹を조・만・굴と書いたのでは、そのまま続けて고・지・다など平音の字を書いたときに激音化が表現できない。そこでこのようなケースにあっては、
激音化を表現するためのマーカーとして字母ㅎを語幹末の終声に利用して終声をㅎ・ㄶ・ㅀと表記し、좋아[조아]-좋고[조코]、많아[마나]-많지[만치]、굻어[구러]-굻다[굴타]といった具合に表記する。
| 音価 | 終声字                     | 複合終声字           | 複合終声字 |
| 音価 | 終声字                     | 前                   | 後         |
| ---- | -------------------------- | -------------------- | ---------- |
| ㄱ   | ㄱ, ㅋ, ㄲ                 | ㄳ                   | ㄺ         |
| ㄷ   | ㄷ, ㅅ, ㅆ, ㅈ, ㅊ, ㅌ, ㅎ |                      |            |
| ㅂ   | ㅂ, ㅍ                     | ㅄ                   | (ㄼ), ㄿ   |
| ㄹ   | ㄹ                         | ㄼ, ㄽ, ㄾ, ㅀ, (ㄺ) |            |
| ㄴ   | ㄴ                         | ㄵ, ㄶ               |            |
| ㅁ   | ㅁ                         |                      | ㄻ         |
| ㅇ   | ㅇ                         |                      |            |

### ハングルの由来をめぐる諸説
ハングルの由来をめぐって諸説があるが、1446年9月上旬に発刊した『訓民正音解例本』にはハングルを創製した理由と陰陽の原理に基づいて子音と母音を造ったと明らかにしている。今更ハングルの字形の由来に関する直接的な論争はないが漢字とパスパ文字の起源説がある。

#### 漢字の影響
ハングルの音体系は子音字母が三十六字母に対応するように作られているなど、音韻学に則っており、『訓民正音』にはハングルの字形について「象形而字倣古篆」、宋・鄭樵の『六書略』の「起一成文図」を起源とする説もある。字母の字形などについては、『訓民正音』の「制字原理」に書かれていることが全てか、更に原形となるものがあるのかについて議論がある。

#### パスパ文字の影響
ハングルの字形そのものの起源は上述の『訓民正音解例』の通り、象形によるものだが、その他の点ではパスパ文字の影響があるという主張もある。パスパ文字は1269年にフビライ・ハンがラマ僧のパスパ（八思巴）に命じて作らせたもので、モンゴルから支配された高麗時代以降、李氏朝鮮の時代の知識人もこのパスパ文字を習得していた。コロンビア大学名誉教授ガリ・レッドヤードは、「古篆」は当時「蒙古篆字」の名で知られていたパスパ文字を指すとしている。
レッドヤードによれば、『訓民正音』での基本的な子音字母はㄱ（k）ㄴ（n）ㅁ（m）ㅅ（s）ㅇ（ʔ）であるが、ㅇ系を除く字母で基礎になっているものはㄱ（k）ㄷ（t）ㄹ（l）ㅂ（p）ㅈ（ts）であり、これらはパスパ文字のꡂ（k）ꡊ（t）ꡙ（l）ꡎ（p）ꡛ（s）に由来し、チベット文字のག（ga）ད（da）ལ（la）བ（ba）ས（sa）に由来するとしている。チベット文字はブラーフミー系文字の一つで、その起源はフェニキア文字とされるため（さらに遡ればヒエログリフにたどり着く）、ハングルはフェニキア文字から派生したギリシア文字、ラテン文字とも同系統とされる。ㄱ ㄷ ㄹ ㅂはおそらくギリシア文字のΓ Δ Λ Β、ラテン文字のC/G D L Bと同系統であろうとしている（ㅈについては、チベット文字とラテン文字とで同系統の文字を抽出するのが困難）。また、ゼロ子音を表すㅇについては、ハングルにおいて独自に発明された字母だとしている。
なお、フェニキア文字にはハングルのㅇに似た機能を持つ文字としてアレフ（𐤀）やアイン（𐤏）があり、それぞれラテン文字のAとOの由来となっている。しかし、フェニキア文字がインドに伝わりブラーフミー文字となった段階でこれらに相当する文字は消失しており、ハングルのㅇは独自に再発明されたことになる。ただし、古ハングルで唇軽音を表したㅸ ㆄ ㅹ ㅱに現れるㅇはパスパ文字にならったもの（音価はw）としている。
以上よりハングルの子音字母は、ブラーフミー系文字（究極的にはヒエログリフ）に由来するㄱ ㄷ ㄹ ㅂ ㅈと独自に開発されたㅇの計六つの字母を基本とし、音韻学に基づいて他の字母をそれらの変形により派生させたものとなる。母音字母については、朝鮮語の音韻にあわせて独自に作られたものとしている。
ハングル成立に先立って契丹文字、女真文字、西夏文字、パスパ文字等の様々な民族文字が先行・成立していたことが重要であり、ハングルはそれら民族文字の最終走者であり、特にパスパ文字はアジア初の体系的表音文字であるため、その表音文字という発想がハングル成立に巨大な刺激を与えており、ハングルがパスパ文字の巨大な影響を受け作成されたのは、モンゴル帝国に支配されていた記憶が生々しい李氏朝鮮初期にハングルが作成されたことが傍証であるという。

### 韓国・北朝鮮における表記の違い
韓国と北朝鮮では、字母の扱いや、辞書における見出し語の配列などが異なる。韓国はソウル方言に、北朝鮮は平壌方言に依拠しているため、発音も若干異なる。

### ローマ字表記
文化観光部2000年式、マッキューン＝ライシャワー式、北朝鮮1992年式などがある。

## 文字コード

### 完成型と組合型
字母を組み合わせて作られる文字の理論上の組み合わせは11,172文字だが、実際に使用されるのはその半分以下である（1987年に韓国の国家標準となったコンピュータ用の文字セット（KS完成型、KS C 5601-1987）には日常の99%が表記できる範囲として2,350字しか含まれなかった）。なお、1994年 - 1995年ごろまでは11,172文字全部を表現できる文字セット（組合型、johab）が圧倒的に多く使われていたが、Windows 95でKS完成型を拡張した文字セット（拡張完成型、UHC（Unified Hangul Code））を採用し、後のWindowsにも使用されたため、現在は組合型文字セットはほとんど使われていない。なお、Windows NT系ではUnicode 2.0（KS C 5700、現在：KS X 1005-1）以降をサポートしている。

### Unicode

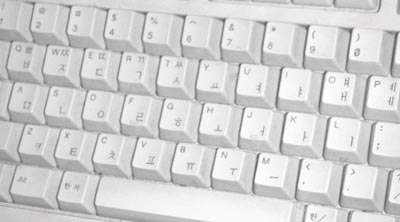
ハングルのキーボード

Unicode にはハングルを符号化するための文字が数種類あり、標準的に使用されるものは、ハングル字母（U+1100-11FF）とハングル音節文字（U+AC00-D7A3）である。ハングル字母はハングルを構成する字母で、これらを合成する事により15世紀から現代までのハングル音節文字を作成できる。U+1100-115F は初声子音、U+1160-11A2 は中声母音、U+11A8-11F9 は終声子音が定義されている。ハングル音節文字は、2 つの字母からなる音節 399 文字、3 つの字母からなる音節 10,773 文字の合計 11,172 文字で構成されている。この他にハングル互換字母（U+3130-318F）があるが、KS完成型（KS C 5601-1987、現在：KS X 1001:1998）との互換性のために存在する。
Unicode では、Unicode 1.1 以前と Unicode 2.0 以降ではハングルを定義する領域が異なっており互換性がない。Unicode 1.1 までは U+3400-4DFF にハングルが定義されていたが、Unicode 2.0 制定時に、新しく U+AC00-D7AF にハングルが定義され旧領域は破棄された。その際、韓国の要求により KS C 5601-1992 の組合型文字セットに基づく現代ハングル音節文字 11,172文字 が網羅されている。なお Unicode 2.0 で破棄された領域は、Unicode 3.0 制定時にCJK統合漢字拡張Aとして U+3400-4DBF に定義され、Unicode 4.0 制定時に易経記号集合として U+4DC0-4DFF に定義されている。一方、半角ハングルはUnicode 1.0から一貫して半角・全角形ブロックのU+FFA0-FFBE、U+FFC2-FFC7、U+FFCA-FFCF、U+FFD2-FFD7、U+FFDA-FFDCで定義されている。
2019年3月現在、現代朝鮮語を表現するのに、Microsoft系のOS（Windows 10など）では完成型（U+AC00-D7AF）が、Mac系のOS（iOSやmacOS Mojaveなど）では組合型（U+1100-11F9）が用いられており、Mac系で作成されたファイルのファイル名のハングル部分が、Windows系のエクスプローラーで初・中・終声で分かれて表示されることがある。

### 子音番号
| ㄱ | ㄲ | ㄴ | ㄷ | ㄸ | ㄹ | ㅁ | ㅂ | ㅃ | ㅅ | ㅆ | ㅇ | ㅈ | ㅉ | ㅊ | ㅋ | ㅌ | ㅍ | ㅎ |
| 0  | 1  | 2  | 3  | 4  | 5  | 6  | 7  | 8  | 9  | 10 | 11 | 12 | 13 | 14 | 15 | 16 | 17 | 18 |

### 母音番号
| ㅏ | ㅐ | ㅑ | ㅒ | ㅓ | ㅔ | ㅕ | ㅖ | ㅗ | ㅘ | ㅙ | ㅚ | ㅛ | ㅜ | ㅝ | ㅞ | ㅟ | ㅠ | ㅡ | ㅢ | ㅣ |
| 0  | 1  | 2  | 3  | 4  | 5  | 6  | 7  | 8  | 9  | 10 | 11 | 12 | 13 | 14 | 15 | 16 | 17 | 18 | 19 | 20 |

### パッチム番号
| * | ㄱ | ㄲ | ㄳ | ㄴ | ㄵ | ㄶ | ㄷ | ㄹ | ㄺ | ㄻ | ㄼ | ㄽ | ㄾ | ㄿ | ㅀ | ㅁ | ㅂ | ㅄ | ㅅ | ㅆ | ㅇ | ㅈ | ㅊ | ㅋ | ㅌ | ㅍ | ㅎ |
| 0 | 1  | 2  | 3  | 4  | 5  | 6  | 7  | 8  | 9  | 10 | 11 | 12 | 13 | 14 | 15 | 16 | 17 | 18 | 19 | 20 | 21 | 22 | 23 | 24 | 25 | 26 | 27 |

ハングルのユニコード番号は 0xAC00 + (子音番号 * 21 * 28) + (母音番号 * 28) + (パッチム番号) で求めることができる。
パッチムの表にある * はパッチムが何もつかないことを表す。

## チアチア語へのハングル導入
2009年には、ハングル世界化プロジェクトによって、インドネシアの少数民族チアチア族がチアチア語の文字表記にハングルを導入した。韓国の訓民正音学会が中心となって、チアチア語のハングル表記をすすめた。
チアチア語にはアルファベットやアラビア文字では表せない音があるが、ハングルなら表記が可能であるかもしれないと採用された。チアチア語は「固有の文字を持たず、固有語を失う危機にあった」ため、韓国の団体が提案し、2009年7月、バウバウ市にてハングル普及覚書を交わした。
一方、バウバウ市はインドネシア政府と相談せずに導入を決定しており、インドネシア政府もハングルを公式文字として採用していないと発表している。また、この表記法はチアチア語の音韻を反映するものではなく、朝鮮語の事情にあわせて作成されたものであり、趙義成は「アジアの一半島とその周辺でしか用いない文字をあえて採用する必要はない」として、世界的に汎用性のあるラテン文字でチアチア語を表記した方がはるかに合理的で効率的であるとした。
2018年に放送された韓国のテレビ番組によれば、村の看板や教科書などでいまだに使われている。